# トム・モロニー
トム・モロニー（Tom Moloney、1994年3月4日 - ）は、オーストラリア出身のラグビーユニオン選手。

## プロフィール
- ポジションはプロップ(PR)。
- 身長 189cm、体重 120kg
- パナソニックの練習生だったことがある[2]。

## 略歴
セントジョセフナッジカレッジ、レベルズを経て、2018年、パナソニック ワイルドナイツに加入。同年10月20日に行われたジャパンラグビートップリーグ第7節のキヤノンイーグルス戦にて途中出場で日本での公式戦初出場を果たす。
2019年、パナソニック ワイルドナイツを退団。